# Акрионы
Акрионы (бел. Акрыёны) — деревня в Конковичском сельсовете Петриковского района Гомельской области Белоруссии.
На востоке и западе граничит с лесом.

## География

### Расположение
В 22 км на северо-восток от Петрикова, 6 км от железнодорожной станции Муляровка (на линии Лунинец — Калинковичи), 168 км от Гомеля.

### Гидрография
На севере — канал Лукич.

## Транспортная сеть
Рядом автодорога Лунинец — Гомель. Планировка состоит из 2 коротких, параллельных между собой широтных улиц, соединённых 2 переулками. Застройка преимущественно односторонняя, деревянная, усадебного типа.

## История
По письменным источникам известна с XIX века как селение в Петриковской волости Мозырского уезда Минской губернии. Обозначена на карте 1866 года, которая использовалась Западной мелиоративной экспедицией, работавшей в этих местах в 1890-е годы. В 1931 году жители вступили в колхоз. Во время Великой Отечественной войны 9 жителей погибли на фронте. Согласно переписи 1959 года в составе колхоза имени В. И. Ленина (центр — деревня Конковичи).

## Население

### Численность
- 2004 год — 16 хозяйств, 24 жителя.

### Динамика
- 1897 год — 7 дворов, 33 жителя (согласно переписи).
- 1908 год — 56 жителей.
- 1917 год — 72 жителя.
- 1959 год — 128 жителей (согласно переписи).
- 2004 год — 16 хозяйств, 24 жителя.
- 2020 год — 4 хозяйства, 8 жителей